# Dividir para conquistar
Em política e sociologia, dividir para conquistar (ou dividir para reinar) consiste em ganhar o controle de um lugar por meio da fragmentação das maiores concentrações de poder, impedindo que se mantenham individualmente. O conceito refere-se a uma estratégia que tenta romper as estruturas de poder existentes e não deixar que grupos menores se juntem.
Esse conceito foi utilizado pelo imperador romano Júlio César (divide et impera), Filipe II da Macedónia e o imperador francês Napoleão (divide ut regnes). Também há o exemplo de Aulo Gabínio, que repartiu a nação judaica em cinco convenções, conforme relatado no livro I de A Guerra dos Judeus (De bello Judaico), do historiador Flávio Josefo. Em Geografia, 8.7.3, Estrabão relata que a Liga Aqueia foi gradativamente dissolvida sob a posse romana da Macedónia, porque eles não lidavam com todos os estados da mesma maneira.
Na era moderna, Traiano Boccalini, em La bilancia politica, cita "divide et impera" como um princípio comum na política. O uso dessa técnica refere-se ao controle que o soberano possui sobre populações ou facções de diferentes interesses, que, juntas, poderiam ser capazes de opor-se ao seu governo. Sendo assim, o governante precisa evitar que os diferentes grupos e populações entendam-se, pois uma união poderia causar uma oposição forte demais. Maquiavel cita uma estratégia militar parecida no livro IV de A Arte da Guerra (Dell'arte della guerra), dizendo que um capitão deve esforçar-se ao máximo para dividir as forças do inimigo, seja fazendo-o desconfiar dos homens que confiava antes ou lhe dando motivos para separar as suas forças, enfraquecendo-as.
A estratégia de divisão e regra tem sido atribuída aos soberanos que variam de Luís XI de França para os Habsburgos. 
Edward Coke denuncia no Capítulo I da Quarta Parte dos Institutos, relatando que, quando foi exigido pelos Lordes e Comuns que poderia ser um dos principais motivos para que eles tenham um bom sucesso no Parlamento, foi respondido: "Eritis insuperabiles, si fueritis inseparabiles. Explosum est illud diverbium: Divide, & impera, cum radix & vertex imperii in obedientium consensu rata sunt." (Você seria insuperável se eram inseparáveis. Este provérbio, Dividir para reinar, foi rejeitada, uma vez que a raiz e o ápice da autoridade são confirmadas pelo consentimento dos sujeitos.) Por outro lado, em uma variação menor, Sir Francis Bacon escreveu a frase "separa et impera" em uma carta a James I de Inglaterra. Em 15 de fevereiro de 1615, James Madison fez esta recomendação numa carta a Thomas Jefferson de 24 de outubro de 1787, que sintetiza a tese de O Federalista: "Divide et impera, o reprovado axioma da tirania, é sob certas (algumas) qualificações, a única política, pela qual uma república pode ser administrada em princípios justos." Em paz perpétua: um esboço filosófico por Immanuel Kant (1795), Apêndice um, 'divide et impera' é a terceira das três máximas políticas, sendo as outras 'Fac et excusa' (Agir agora, e pedir desculpas mais tarde) e 'Si fecisti', nega (quando você cometer um crime, negá-lo).
Basicamente, os elementos dessa técnica envolvem:
- Criar ou estimular divisões entre os indivíduos com o objetivo de evitar alianças que poderiam desafiar o soberano.
- Auxiliar, promover e dar poder político àqueles que estão dispostos a cooperar com o soberano.
- Fomentar a inimizade e desconfiança entre os governantes locais.
- Incentivar gastos sem sentido que reduzam a capacidade de gastos políticos e militares.

Historicamente, essa estratégia foi utilizada de muitas maneiras diferentes pelos impérios que buscaram expandir os seus territórios.
O conceito também é mencionado como uma estratégia de ação do mercado na economia para obter o máximo dos jogadores em um mercado competitivo.

## Ver Também
- Exclusão social
- Índia britânica
- Revolta de Chiapas
- Acordo Sykes-Picot